# Vervielfältigungsrecht
Das Vervielfältigungsrecht ist im deutschen Urheberrecht das Recht, Vervielfältigungsstücke eines Werks herzustellen. Das Vervielfältigungsrecht gehört zu den ausschließlichen Rechten des Urhebers, sein Werk in körperlicher Form zu verwerten (§ 15 Abs. 1 Nr. 1 UrhG).

## Inhalt
Das Vervielfältigungsrecht ist in § 16 Urhebergesetz (UrhG) geregelt und erlaubt es, Vervielfältigungsstücke des Werkes herzustellen, gleichviel ob vorübergehend oder dauerhaft, in welchem Verfahren und in welcher Zahl.
Eine Vervielfältigung ist auch die Übertragung des Werkes auf Vorrichtungen zur wiederholbaren Wiedergabe von Bild- und Tonfolgen (Bild- oder Tonträger), gleichviel, ob es sich um die Aufnahme einer Wiedergabe des Werkes auf einen Bild- oder Tonträger oder um die Übertragung des Werkes von einem Bild- oder Tonträger auf einen anderen handelt.
Dazu zählt beispielsweise:
- das Mitschneiden von Videos oder Filmen
- das Abfotografieren von Bildern
- das Aufnehmen von Tonspuren sowie
- das Speichern auf USB-Sticks.

## Schranken des Vervielfältigungsrechts
Das Vervielfältigungsrecht des Urhebers wird durch das Recht zu vorübergehenden Vervielfältigungshandlungen ohne eigenständige wirtschaftliche Bedeutung  eingeschränkt (§ 44a UrhG).
Vorübergehende Vervielfältigungshandlungen treten bei der Nutzung des Internets meist automatisch auf, denn damit ist die kurzzeitige Zwischenspeicherung gemeint. § 44a UrhG bezieht sich dabei unter anderem auf den Cache bei Internetbrowsern, welcher schnellere Ladezeiten und eine störungsarme Wiedergabe von Medien ermöglicht.

## Verletzung des Vervielfältigungsrechts
Verletzt jemand das Vervielfältigungsrecht, kann ihn der Urheber zunächst abmahnen. Wird die Abmahnung ignoriert, kann der Verletzte Unterlassung und Schadensersatz verlangen (§ 97 UrhG).